# Gnamptogenys pittieri
Gnamptogenys pittieri é uma espécie de formiga do gênero Gnamptogenys.